# Bandera nacional

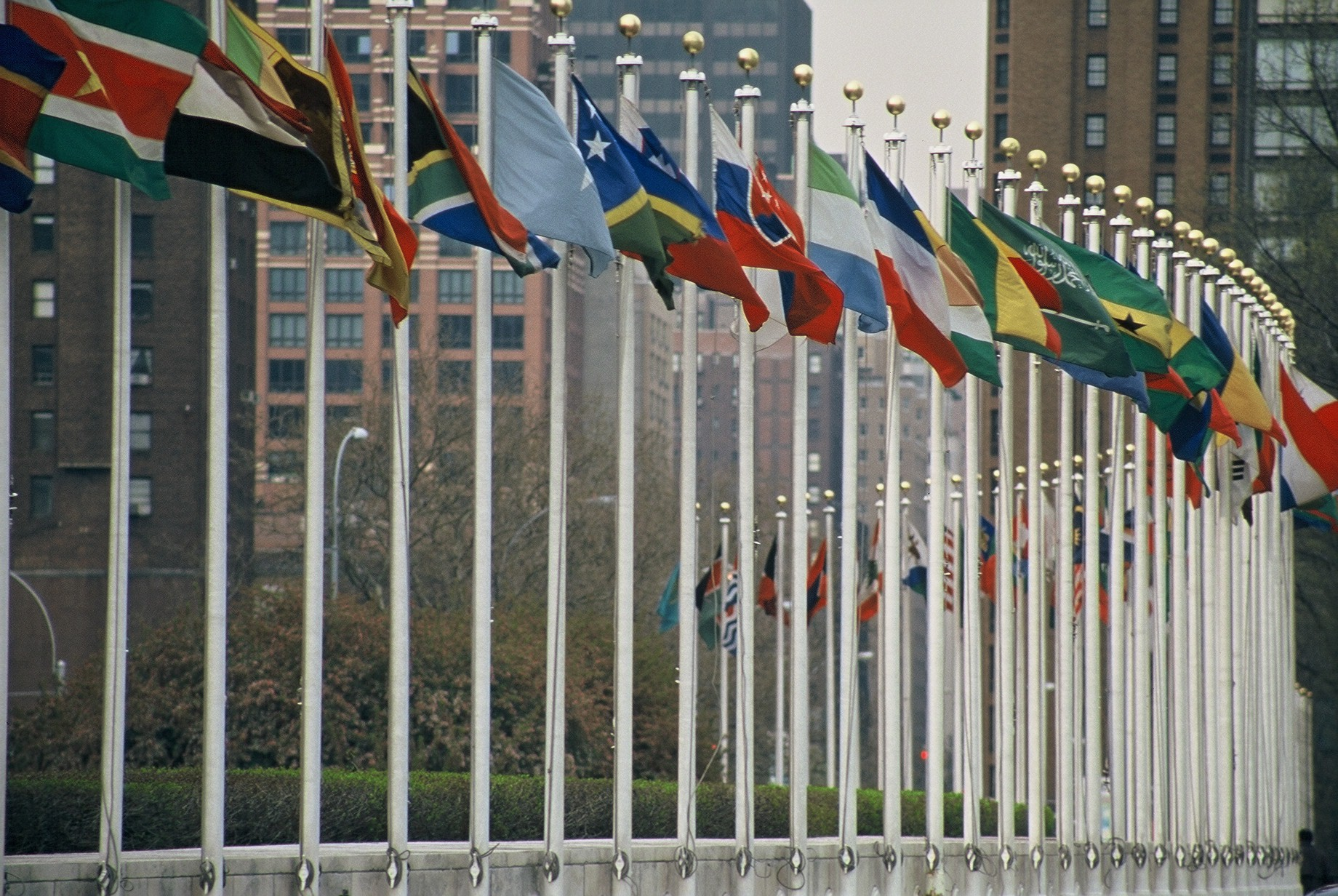
Banderas nacionales en naciones unidas

Una bandera nacional es un tipo de bandera que como objeto simbólico se emplea para representar a una nación.
Las banderas nacionales se crearon todas en tiempos relativamente recientes, al mismo tiempo que se creaban las naciones en su sentido actual. Esto es a partir de finales del siglo XVIII. Existen diseños más antiguos, pero en origen tenían un significado que con la llegada de la modernidad les fue modificado por otro de carácter nacional.
Según Michael Billing, en su libro titulado Nacionalismo Banal, la bandera es uno de los elementos utilizados para crear y mantener identidades nacionales. Para Enric Hobsbawn y Terence Ranger, es uno de sus elementos de estudio en el entorno de lo que llaman la invención de la tradición.

## Categorías de banderas nacionales
Existen tres categorías de banderas nacionales, según su uso:
- Bandera civil: Versión que pueden utilizar todos los ciudadanos.
- Bandera estatal: Versión que han de usar el gobierno y sus administraciones.
- Bandera de guerra: Versión que han de utilizar las fuerzas armadas.

## Historia
Las banderas nacionales tienen un origen histórico relativamente reciente. Fueron creadas a partir de planteamientos originales, enseñas marítimas, emblemas dinásticos, o estandartes militares, utilizados como señales de campo, a los que se les acabaría dando un significado nacional con la llegada de la modernidad. Existen varios ejemplos de este tipo de protobanderas: los estandartes de tela blanca de los ejércitos de la dinastía Zhou en el siglo XI a. C., los estandartes vexillum que ondeaban los ejércitos del Imperio Romano, el estandarte negro que portaba Mahoma y que más tarde se convirtió en la bandera del califato abasí y los diversos "estandartes del cuervo" que ondeaban los jefes vikingos. Angelino Dulcert publicó una serie de cartas portulanas completas en el siglo XIV d. C., que mostraban las famosas banderas de varias entidades políticas representadas, aunque no son uniformemente "banderas nacionales", ya que algunas probablemente eran los estandartes personales de los gobernantes.
La práctica de enarbolar banderas que indiquen el país de origen fuera del contexto de la guerra se volvió común con la bandera marítima. El diseño actual de la bandera de los Países Bajos se origina como una variante del Prinsenvlag («Bandera del Príncipe») de color naranja, blanco y azul de finales del siglo XVI, que se utilizó en la Guerra de Independencia los Países Bajos (1568-1648), y evolucionó a principios de siglo XVII como la Statenvlag roja, blanca y azul («Bandera de los Estados»), la bandera naval de los Estados Generales de las Provincia Unidas de los Países Bajos, lo que hace que la bandera neerlandesa sea quizás la bandera tricolor más antigua en uso continuo, aunque la estandarización de los colores exactos es de una fecha mucho más tardía.
Durante la era de la vela a principios del siglo XVII, la Union Jack encuentra sus orígenes, cuando Jacobo VI de Escocia heredó los tronos inglés e irlandés (como James I). El 12 de abril de 1606, la nueva bandera que representaba esta unión regia entre Inglaterra y Escocia fue especificada en un decreto real, según el cual la bandera de Inglaterra (una cruz roja sobre fondo blanco, conocida como Cruz de San Jorge), y la bandera de Escocia (una saltire blanca sobre fondo azul, conocida como Cruz de San Andrés), se uniría, formando la bandera de Gran Bretaña y la primera bandera de la Unión, pero luego sin la Cruz de San Patricio. Continuó en uso hasta el 1 de enero de 1801, fecha efectiva de la unión legislativa de Gran Bretaña e Irlanda, cuando la Cruz de San Patricio (una cruz diagonal roja sobre blanco) se incorporó a la bandera, dándole a la Union Jack su diseño actual.
A partir de finales del siglo XVIII, con el surgimiento del sentimiento nacionalista y de las naciones, en el sentido actual del término, las banderas nacionales comenzaron a exhibirse también en contextos civiles. Los primeros ejemplos notables incluyen la bandera estadounidense, que se adoptó por primera vez como insignia naval en 1777, pero comenzó a exhibirse como símbolo genérico de los Estados Unidos después de la Revolución Americana, y el tricolor francés, que se convirtió en un símbolo de la República en el siglo XVIII, en el año 1790.

## Ejemplos
| País      | Tipos de bandera nacional | Tipos de bandera nacional | Tipos de bandera nacional |
| País      | Civil                     | Estatal                   | Guerra                    |
| --------- | ------------------------- | ------------------------- | ------------------------- |
| Alemania  | Bandera de Alemania.      |                           |                           |
| Bolivia   | Bandera de Bolivia.       |                           |                           |
| Dinamarca | Bandera de Dinamarca.     |                           |                           |
| Finlandia | Bandera de Finlandia.     |                           |                           |
| Perú      | Bandera de Perú.          |                           |                           |

## Protocolo
Cuando ocurre un trágico suceso nacional o fallece una persona que se desea honrar, las banderas nacionales ondean a media asta en señal de duelo. Si el mástil o asta no permite este tipo de izado, se debe colocar un crespón negro en el paño, pero nunca las dos cosas a la vez. En algunos países islámicos, en los que la bandera contiene el nombre de Alá (como la de Arabia Saudita o Irán), está prohibido ondear la bandera a media asta debido al contenido sagrado inscrito en ella. En cambio, se usa una bandera de color negro junto a la enseña nacional en ocasiones de duelo nacional.